# Ničpur
Ničpur (makedonsky: Ничпур, albánsky: Niçpur) je vesnice v opštině Mavrovo a Rostuša v Severní Makedonii. Nachází se v Položském regionu. 
Podle sčítání lidu z roku 2002 žije ve vesnici 13 obyvatel. Všichni jsou Albánci. 